# خط جريان

خطوط اِنسيابية التي تبرز اِنقطاع الاِنسياب من وراء كرة مستهدفة

خط جريان أو خطوط الجريان أو خطوط انسيابية أو أنبوب الانسياب عند وضع تصميم هياكل الطائرات أو القوارب أو السيارات أو القطارات، يراعى أن تسمح خطوط الهيكل بمرور الهواء أو الماء حوله بدون عوائق وبطريقة سهلة. والأجسام ذات الخطوط الانسيابية تعطي أقل مقاومة للهواء أو غيره من السوائل عند مرورها فيها وتسمح للتيار الذي تجري فيه بالرجوع إلى حالته الطبيعية بعد مرورها بدون إحداث دوامات أو إحداث اهتزازات في السائل أو الهواء والخط الانسيابي يكون عادة عبارة عن منحنى قطع ناقص طويل ينتهي إلى نقطة مثل قطاع جناح الطائرة أو جسم السمك والطيور.

خطوط اِنسياب الهواء حول مقطع عرضي لجناح طائرة. يلاحظ تخلخل الهواء فوق الجناح وانضغاطه تحته فيسبب رفع الطائرة.